# Steak de poisson

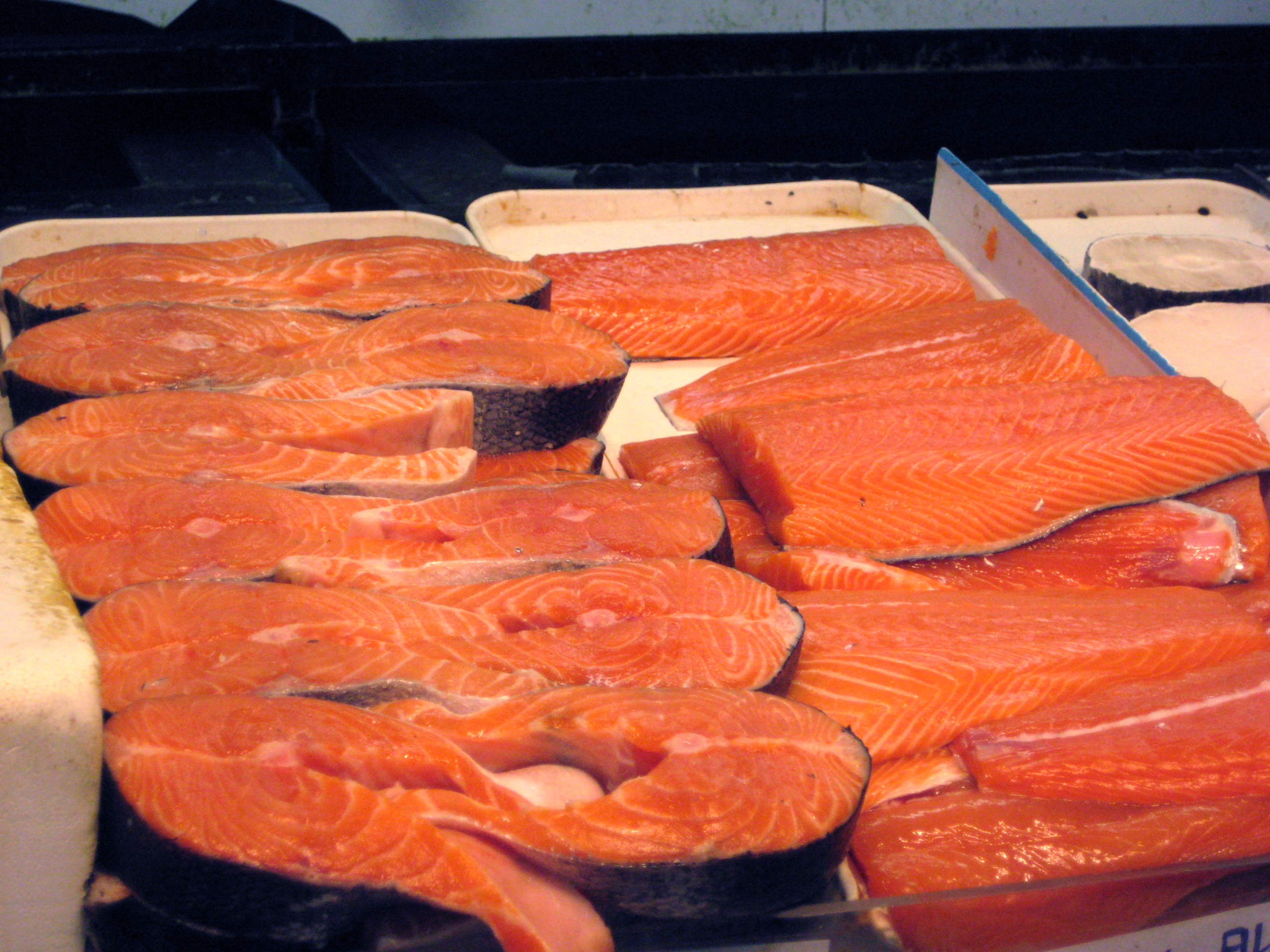
Steak de saumon (gauche), filet (droite).

Un steak de poisson, également connu sous le nom de côtelette de poisson, est un morceau de poisson coupé perpendiculairement à la colonne vertébrale et qui peut inclure les arêtes ou être sans arêtes, contrairement aux filets de poisson, qui sont coupés parallèlement à chaque côté de la colonne vertébrale et n'incluent pas les plus grosses arêtes. Contrairement à d'autres animaux vertébrés, plus de 85 % du corps du poisson est constitué de muscles consommables.
Les steaks de poisson peuvent être préparés avec ou sans la peau et sont généralement préparés à partir de poissons de plus de 4,5 kilogrammes. Les steaks de poisson provenant de poissons particulièrement gros peuvent être sectionnés de manière à être sans arêtes. La préparation d'un steak de poisson prend moins de temps que celle d'un filet, car les steaks sont souvent préparés avec les arêtes et la peau. Il peut être difficile de couper la colonne vertébrale avec un couteau, il est donc préférable d'utiliser une scie de boucher pour faire des steaks de poisson. Les plus gros poissons, comme le thon, l'espadon, le saumon, le cabillaud et le mahi-mahi, sont souvent découpés en steaks.
Les steaks de poisson peuvent être grillés, poêlés, grillés ou cuits au four. Alors que le steak de bœuf prend du temps à cuire et peut être dur, le poisson cuit rapidement, est tendre et a tendance à se défaire. Les steaks de poisson ont moins tendance à se défaire que les filets de poisson. Contrairement au steak de bœuf, les steaks de poisson sont souvent cuits au four dans une sauce.